# Smiley Nation
《Smiley Nation》은 GARNET CROW의 32번째 싱글이며, 2011년 6월 29일 기자 스튜디오에서 발매되었다.
전곡의 작곡은 나카무라 유리, 작사는 아즈키 나나, 편곡은 후루이 히로히토가 맡았다.
전 싱글 Over Drive발매로부터 약 1년 2개월만에 발매되는 싱글이며, 초회한정반과 통상반으로 구분된다.
초회한정반의 경우 Smiley Nation Music Clip이 수록되어 있는 DVD가 첨부되어 있다.

## 수록곡
- CD

1. Smiley Nation
2. 八月の夜 (8월의 밤)
3. Smiley Nation (instrumental)

- DVD(초회한정반)

1. Smiley Nation Music Clip